# Pristimantis crepitaculus
Pristimante crépitant
Espèce
Pristimantis crepitaculus, le Pristimante crépitant, est une espèce d'amphibiens de la famille des Craugastoridae.

## Répartition
Cette espèce se rencontre en Guyane et dans l'Amapá au Brésil.

## Description
Adulte, Pristimantis crepitaculus mesure de 15,7 à 18,3 mm pour les mâles et de 22,9 à 23,9 mm pour les femelles,. En vie, l'holotype présentait une coloration dorsale brun foncé avec une marque en forme de V au niveau des épaules, une tache noire au milieu du dos et une autre, mal définie, au niveau de l'aine.

## Systématique
Le nom valide complet (avec auteur) de ce taxon est Pristimantis crepitaculus Fouquet (d), Peloso (d), Jairam (d), Lima (d), Mônico (d), Ernst (d) & Kok, 2022,.
Ce taxon porte en français le nom vernaculaire ou normalisé suivant : Pristimante crépitant.

### Étymologie
Son épithète spécifique, crepitaculus, « qui crépite », fait référence à la structure de son chant qui rappelle le son produit par une crécelle.

### Publication originale
- (en) Antoine Fouquet, Pedro Peloso, Rawien Jairam, Albertina P. Lima, Alexander T. Mônico, Raffael Ernst et Philippe J. R. Kok, « Back from the deaf: integrative taxonomy revalidates an earless and mute species, Hylodes grandoculis van Lidth de Jeude, 1904, and confirms a new species of Pristimantis Jiménez de la Espada, 1870 (Anura: Strabomantidae) from the Eastern Guiana Shield », Organisms Diversity and Evolution, Springer Science+Business Media,‎ 16 juin 2022 (ISSN 1439-6092 et 1618-1077, DOI 10.1007/S13127-022-00564-W, lire en ligne).